# Klaus-Peter Thaler
Klaus-Peter Thaler   (Netphen, 14 de maig de 1949) és un ciclista alemany, ja retirat, que fou professional entre 1976 i 1988. Abans, com a ciclista amateur, va prendre part en els Jocs Olímpics d'Estiu de 1976, on fou novè en la cursa en línia. Combinà la seva participació en curses en carretera amb el ciclocròs, especialitat en la qual es proclamà campió del món els anys 1985 i 1986.
Durant la seva carrera esportiva destaquen dues etapes al Tour de França, una a la Volta a Espanya i la classificació final de la Volta de les Tres Províncies.

## Palmarès en ruta
- 1973
  - 1r al Gran Premi de Lillers
- 1974
  - Vencedor d'una etapa de la Milk Race
- 1975
  - Vencedor d'una etapa del Gran Premi Guillem Tell
- 1976
  -  Campió d'Alemanya en ruta amateur
- 1977
  - Vencedor d'una etapa al Tour de França
  - Vencedor d'una etapa a la Volta a Andalusia
  - Vencedor d'una etapa a la Volta a Astúries
- 1978
  - Vencedor d'una etapa al Tour de França
- 1979
  - Vencedor d'una etapa al Critèrium del Dauphiné Libéré
  - Vencedor d'una etapa a la Volta a Alemanya
- 1980
  - 1r a la Volta de les Tres Províncies i vencedor de 2 etapes
  - Vencedor d'una etapa a la Volta a Espanya
  - Vencedor d'una etapa a la París-Niça
  - Vencedor d'una etapa a la Volta a Astúries
- 1982
  - Vencedor de 2 etapes a la Volta de les Tres Províncies

### Resultats al Tour de França
- 1977. Abandona (17a etapa). Vencedor d'una etapa
- 1978. 35è de la classificació general. Vencedor d'una etapa
- 1980. 37è de la classificació general
- 1981. 49è de la classificació general
- 1982. 90è de la classificació general

### Resultats a la Volta a Espanya
- 1977. 3r de la classificació general
- 1980. Abandona. Vencedor d'una etapa

## Palmarès en ciclocròs
- 1973
  -  Campió del món amateur en ciclocròs
- 1976
  -  Campió del món amateur en ciclocròs
- 1981
  - 1r al Ciclocròs d'Igorre
- 1985
  -  Campió del món en ciclocròs
- 1987
  -  Campió del món en ciclocròs